# Modalanalyse
Die Modalanalyse umfasst die experimentelle oder numerische Charakterisierung des dynamischen Verhaltens schwingungsfähiger Systeme mit Hilfe ihrer Eigenschwingungsgrößen (modalen Parameter) Eigenfrequenz, Eigenschwingungsform, modale Masse und modale Dämpfung. Das Schwingungsverhalten in einem bestimmten Betriebszustand wird hingegen durch die Betriebsschwingungsanalyse erfasst.

## Mechanik/Akustik
Ähnlich wie eine Stimmgabel mit einer bestimmten Frequenz schwingt, wenn sie angeschlagen wird, können auch andere Objekte, z. B. in der Technik, in ihre Eigenschwingungen versetzt werden. Die hierbei z. B. in Brücken, Bohrinseln, Motorgehäusen oder Flugzeugtragflächen angeregten Eigenschwingungsgrößen stellen globale Systemeigenschaften dar. Ihre Kenntnis ermöglicht eine einfache Beschreibung und Berechnung des dynamischen Systemverhaltens.
Zur Bestimmung der modalen Parameter wird die zu untersuchende Struktur (das zu untersuchende Bauteil) mit einer geeigneten Erregerquelle (Impulshammer, elektrodynamischem bzw. hydraulischem Shaker) angeregt, wobei die anregende Kraft meist mit einem piezoelektrischen Kraftaufnehmer gemessen wird. Gleichzeitig werden die Strukturantworten mit Beschleunigungsaufnehmern oder Laser-Vibrometern erfasst. Über schnelle Fourier-Transformation (FFT) werden dann die Frequenzgänge zwischen Anregung und Antwort (siehe dazu auch Antwortspektrum) berechnet.
Mit gängigen Softwarepaketen lassen sich die Eigenformen des untersuchten Systems graphisch animiert darstellen. Betriebskritische oder akustisch ungünstige Eigenschwingungsformen der Struktur können dadurch entdeckt werden. Durch gezielte Änderungen der Systemeigenschaften, beispielsweise der Werkstoffdämpfung oder zusätzliche Aussteifungsmaßnahmen, können diese dahingehend verändert werden, dass kritische Frequenzbereiche vermieden bzw. mit reduzierter Amplitude durchfahren werden.
Bei der Modalanalyse handelt es sich um ein experimentelles, analytisches Verfahren der Ingenieurwissenschaften, das häufig zur Validierung von numerischen Verfahren (FEM, auch im Zusammenhang mit BEM) genutzt wird.

## Elektrodynamik
Eine weitere Anwendung der Modalanalyse ist die Bestimmung, welche elektromagnetischen Wellen sich in einem Medium ausbreiten, das durch leitende Strukturen beliebiger Geometrie begrenzt wird (z. B. Hohlleiter, TEM-Zelle). Oft ist die Ausbreitung einer ebenen Welle erwünscht, die Geometrie ermöglicht jedoch die Ausbildung auch anderer Wellen mit elektrischen oder magnetischen Komponenten in Ausbreitungsrichtung sowie von Wellen, deren Frequenz ein ganzzahliges Vielfaches beträgt.